# Андрич, Тадия
Тадия Андрич (серб. Тадија Андрић; 11 сентября 1919, Бело-Поле — 18 декабря 1941, Сьеница) — поднаредник (младший сержант) Югославской королевской армии, партизан Народно-освободительной войны Югославии и Народный герой Югославии.

## Биография
Родился 11 сентября 1919 года в селе Бело-Поле у Горни-Милановаца в бедной крестьянской семье. Окончив начальную школу, занимался активным физическим трудом (работал батраком у богатых крестьян и служащим в школе). В 1939 году поступил в пехотную школу младших офицеров (46-й класс), окончил её 1 ноября 1940 года. Встретил Апрельскую войну как поднаредник югославской армии, не признал капитуляцию Югославии и с оружием вернулся в родное село.
С лета 1941 года Тадия Андрич — деятель партизанского движения, служил в 1-й Таковской партизанской роте Чачакского партизанского отряда имени Драгишы Мишовича. Изначально был рядовым стрелком с пистолетом-пулемётом, после образования Таковского партизанского батальона возглавил его 2-ю роту. Участвовал во всех сражениях со своей ротой, во время Первого антипартизанского наступления у Горни-Милановаца Андрич перебил немецкий патруль, за что был удостоен благодарности от Коммунистической партии Югославии и был принят в её ряды.
После отхода партизан в Санджак батальон Тадии продолжил бои за города Горни-Милановац, Ужице, Нова-Варош и Прибой.
18 декабря 1941 года Тадия Андрич погиб во время штурмы Сьеницы, атакуя вражеский укрепрайон.
27 ноября 1953 Тадии Андричу по указу Иосипа Броза Тито посмертно присвоено звание Народного героя Югославии. В мемориальном парке «Холм мира» в Горни-Милановаце был установлен бюст героя.